# داني إيبس
داني إيبس (بالإنجليزية: Danny Epps)‏ هو كاتب أغاني أمريكي، ولد في 14 مايو 1941، وتوفي في 29 أكتوبر 2007.

## وصلات خارجية
- داني إيبس على موقع ميوزك برينز (الإنجليزية)
- داني إيبس على موقع ديسكوغز (الإنجليزية)